# Minami-ku (Sapporo)
Minami-ku (jap. 南区, dt. „Südbezirk“) ist einer von zehn Stadtbezirken (ku) von Sapporo, der Hauptstadt der japanischen Präfektur Hokkaidō. Mit 657,48 km² nimmt er fast drei Fünftel der gesamten Fläche ein, bedingt durch die Lage im Gebirge. Minami-ku grenzt im Norden an Teine-ku, Nishi-ku und Chūō-ku, im Osten an Toyohira-ku und Kiyota-ku, im Südosten an die Stadt Eniwa, im Süden an die Städte Chitose und Date, im Südwesten an die Stadt Kimobetsu, im Westen an die Stadt Kyōgoku und an die Gemeinde Akaigawa sowie im Nordwesten an die Stadt Otaru.

## Geographie
Der vergleichsweise dünn besiedelte Stadtbezirk erstreckt sich über praktisch den gesamten Süden der Stadt; er reicht auch weit nach Nordwesten. In Nord-Süd-Richtung ist sein Gebiet 37,6 km lang, in Ost-West-Richtung 33,2 km. Im Wesentlichen umfasst Minami-ku das Tal entlang dem Fluss Toyohira und zahlreiche Seitentäler. Die bedeutendsten Zuflüsse des Toyohira sind Anano, Atsubetsu (mitsamt dem Atsubetsu-Wasserfall), Makomanai, Otarunai und Shiroi. Es gibt mehrere Staudämme, die zur Erzeugung elektrischer Energie genutzt werden: Zwei von ihnen, die Jōzankei-Talsperre am Otarunai und die Hōheikyō-Talsperre am Toyohira, stauen große Seen, den Sapporo-See und den Jōzan-See.
Abseits der Talebenen von Toyohira und Makomanai ist das Gelände sehr gebirgig. Nicht weniger als 17 Berge auf dem Gebiet von Minami-ku sind über 1000 Meter hoch. Der höchste ist der Yoichi-dake (1488 m) am westlichen Stadtrand. Weitere markante Erhebungen sind Muine-yama (1464 m), Izari-dake (1318 m), Shirai-dake (1301 m), Asari-dake (1287 m), Soranuma-dake (1251 m), Sapporo-dake (1293 m), Sausu-yama (1254 m), Tengu-dake (1145 m), Bibinai-yama (1028 m) und Teine-yama (1023 m). Das obere Toyohira-Tal bis zur Einmündung des Shiroi ist Teil des Shikotsu-Tōya-Nationalparks. Im Mündungsbereich befindet sich der Ort Jōzankei mit einem weitherum bekannten Onsen.

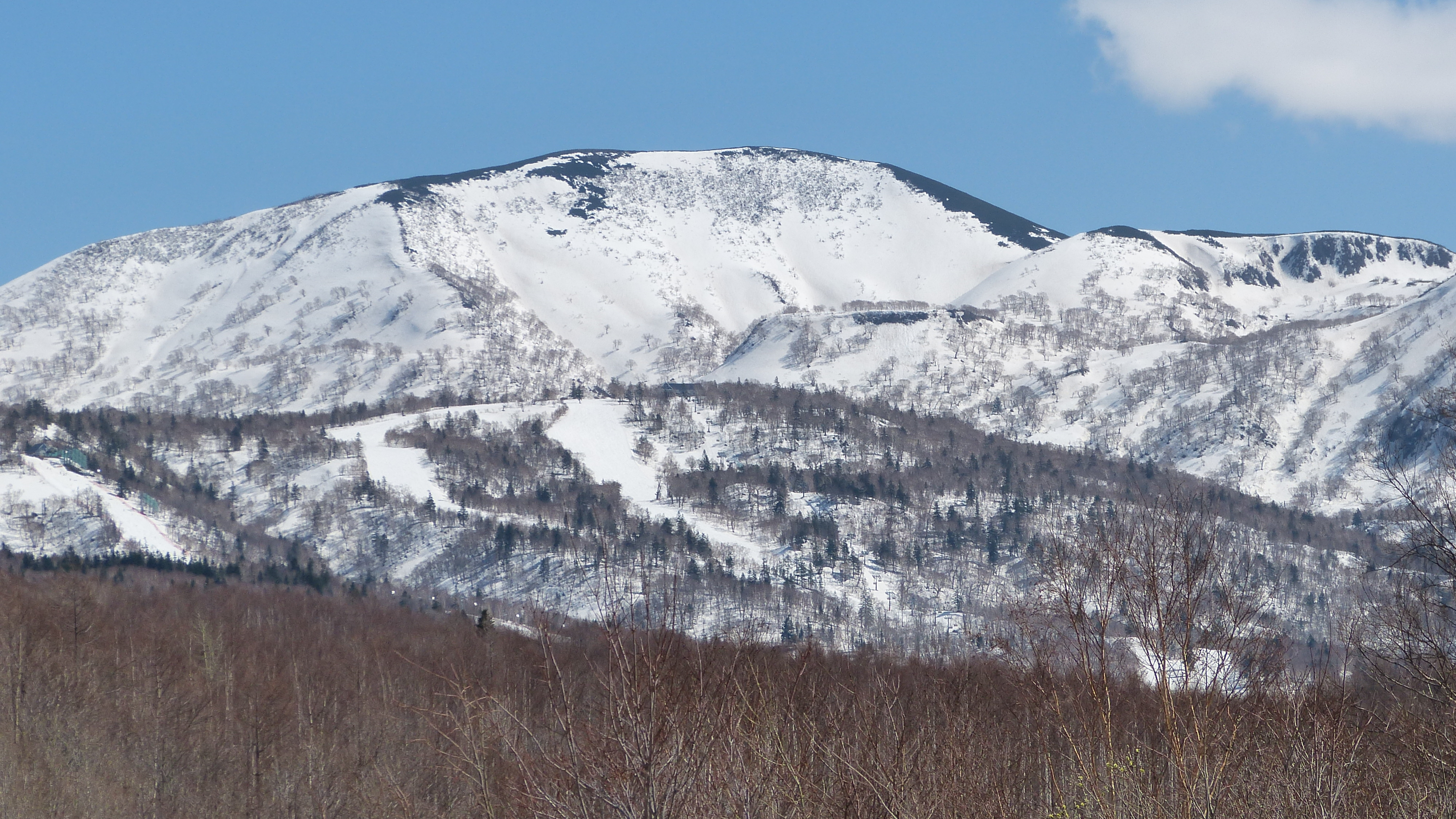
Yoichi-dake
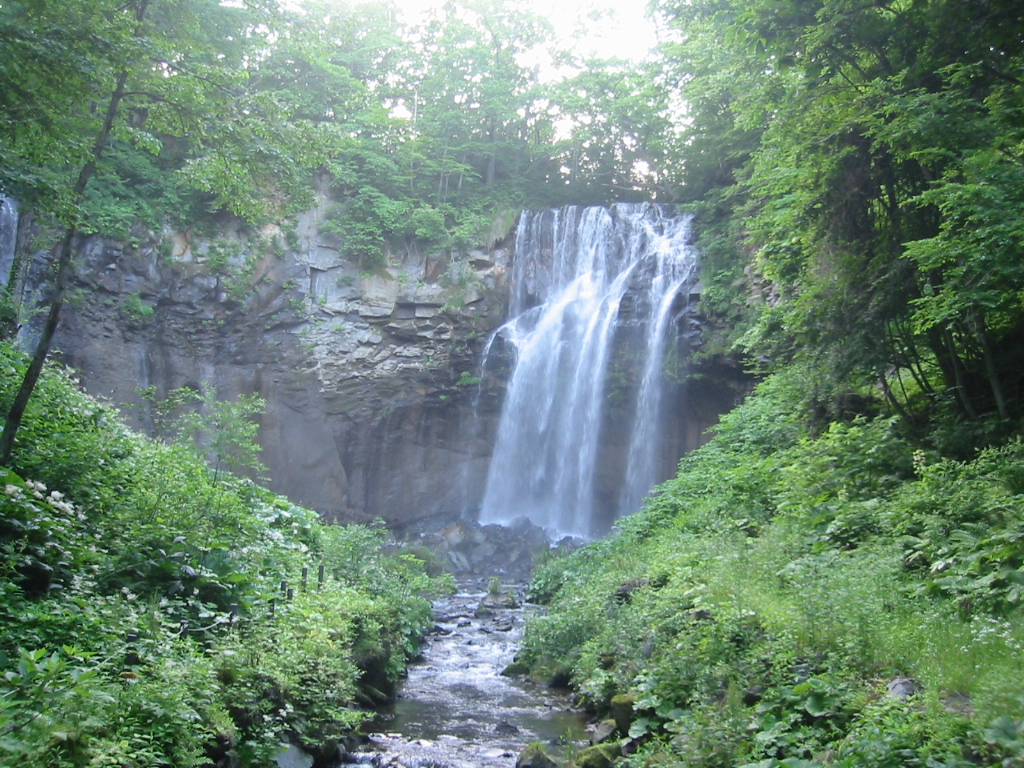
Atsubetsu-Wasserfall
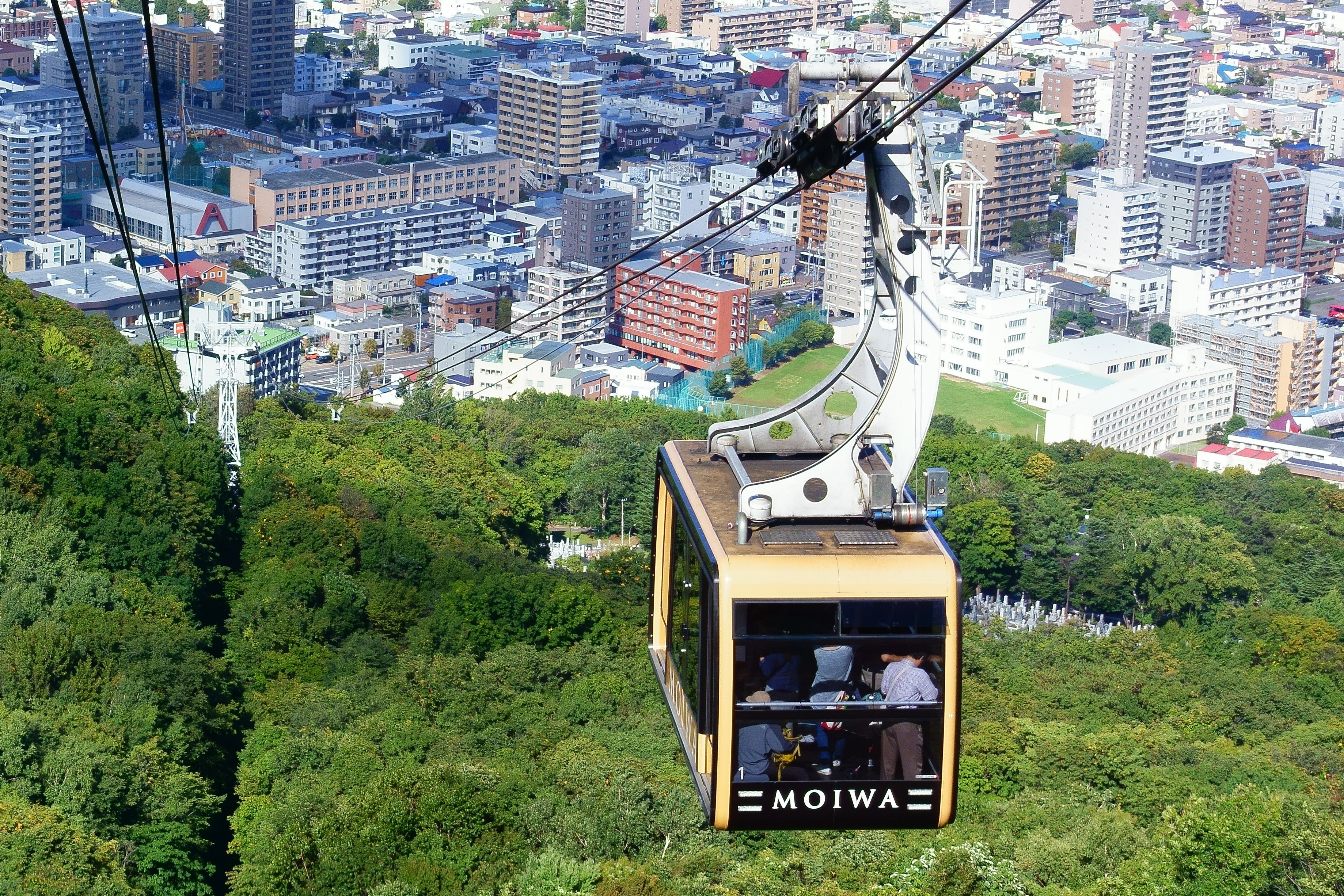
Luftseilbahn auf den Moiwa-yama
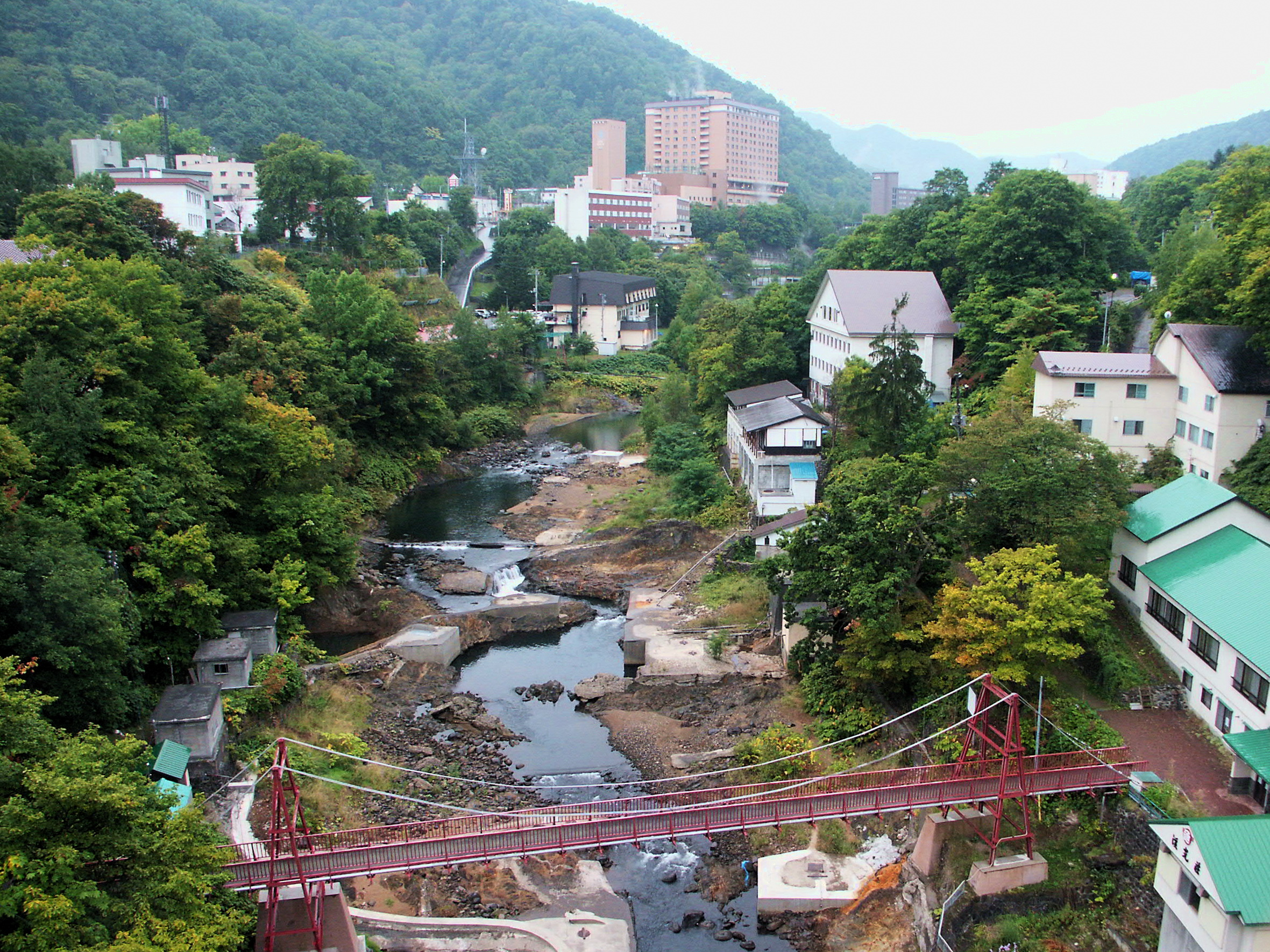
Der Toyohira beim Jōzankei-Onsen
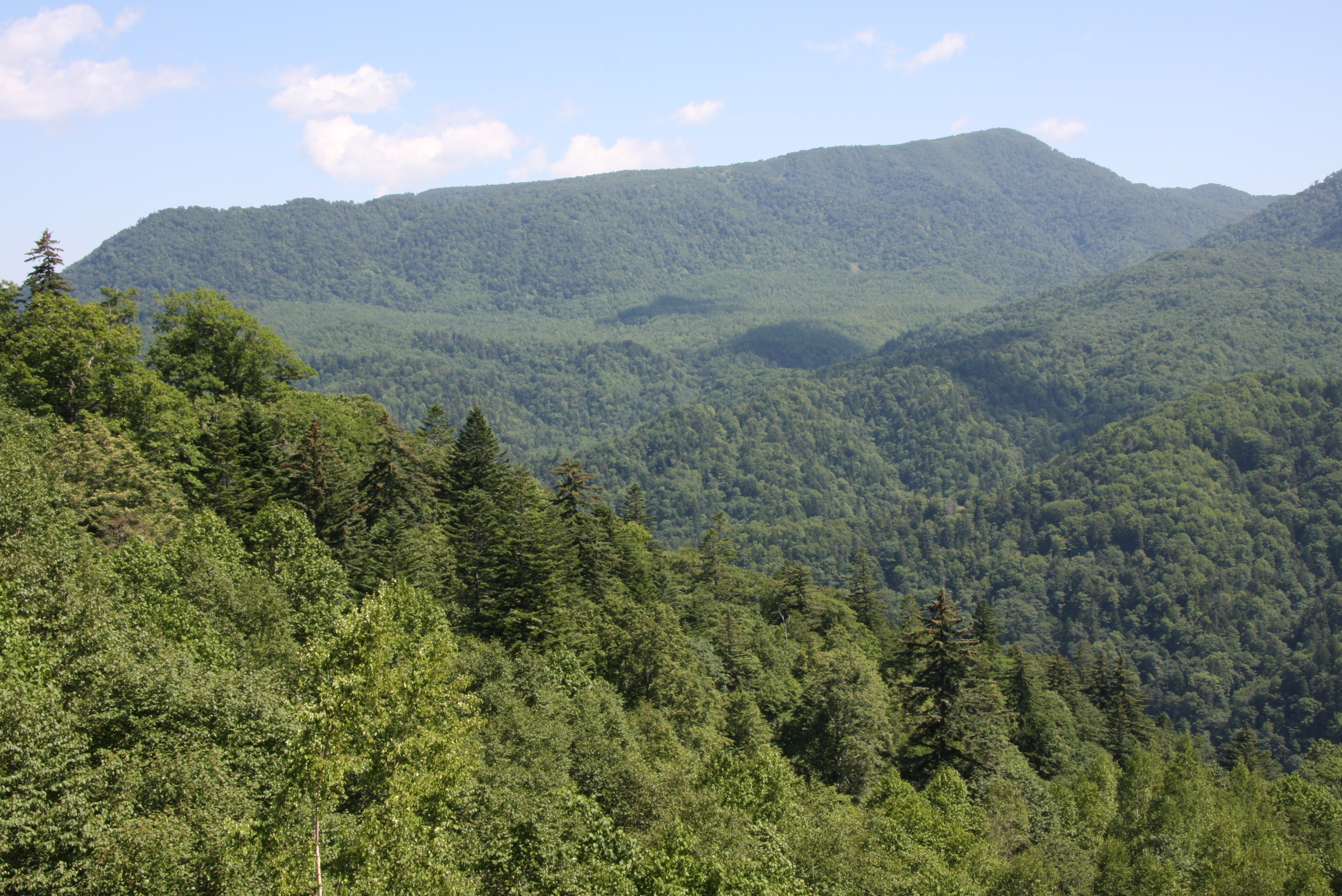
Sapporo-dake
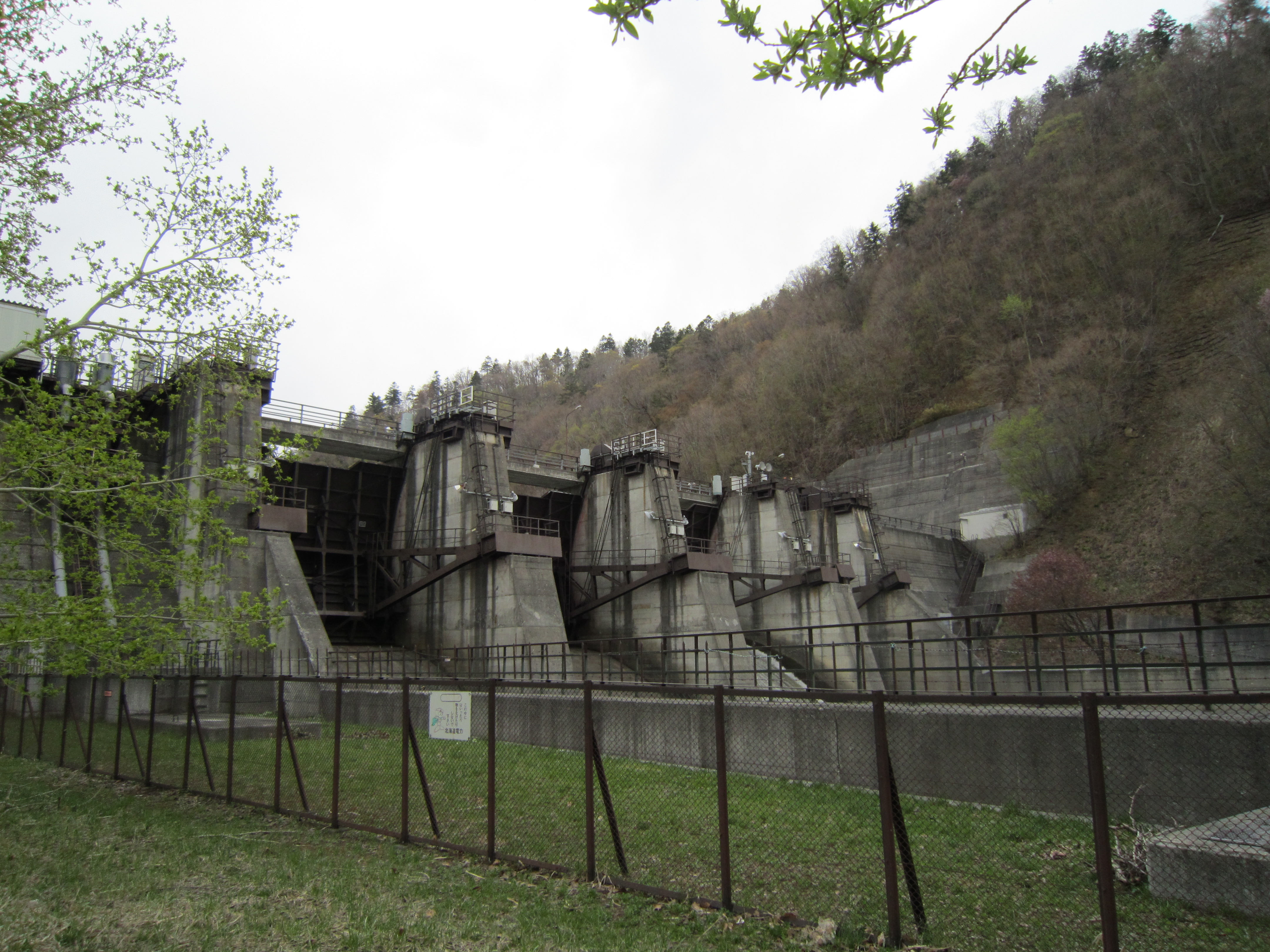
Toyama-Damm

## Geschichte
Die ersten Aufzeichnungen reichen ins Jahr 1753 zurück, als ein Holzhändler Waldstücke im Toyohira-Tal rodete. 1866 begann die Nutzung des Jōzankei-Onsen, fünf Jahre später entstand ein Weg dem Toyohira-Tal entlang. 1872 wurde erstmals Tuffstein kommerziell abgebaut, später kamen verschiedene Erzbergwerke hinzu. Auf Einladung der Regierung begann der amerikanische Rancher Edwin Dun 1876 am Makomanai mit dem Aufbau eines Milchwirtschaftsbetriebs, In den 1880er Jahren gründeten Siedler mehrere Dörfer. Die Dörfer (mura) Hiragishi, Toyohira und Tsukisamu fusionierten am 1. April 1902 zur Gemeinde Toyohira, die zum Kreis (gun) Sapporo gehörte. 1908 erhielt die Gemeinde den Status einer kreisangehörigen Stadt (machi).

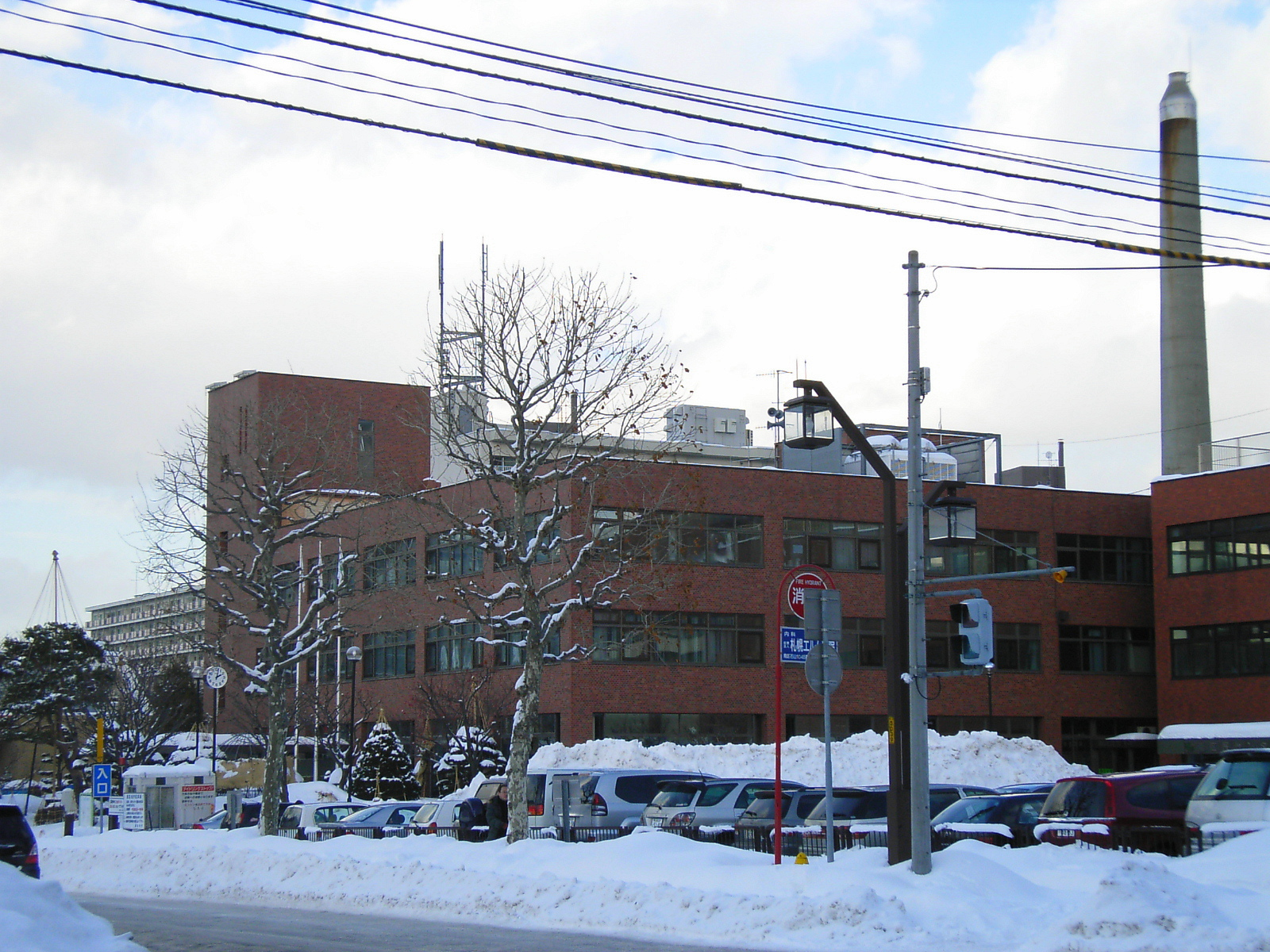
Rathaus von Minami-ku

1909 begann das Jōzankei-Kraftwerk mit der Stromproduktion. 1918 nahm eine private Bahngesellschaft die 27,2 km lange Jōzankei-Bahnlinie zwischen dem Bahnhof Shiroishi bei Sapporo und dem Jōzankei-Onsen in Betrieb. Ab 1932 war der Jōzankei-Onsen auch über eine Straße von Otaru aus erreichbar. Die US Army nahm 1946, ein Jahr nach dem Ende des Zweiten Weltkriegs, das Schlachthaus Makomanai in Besitz und baute es zur Militärbasis Camp Crawford aus. 1955 bezogen die japanischen Selbstverteidigungsstreitkräfte die Basis. Am 1. Mai 1961 fusionierte die Stadt Toyohira mit Sapporo. 1969 wurde die Jōzankei-Bahnlinie stillgelegt; ihre Trasse wird teilweise von der 1971 eröffneten U-Bahn genutzt.
Als die Stadt Sapporo Gastgeberin der Olympischen Winterspiele 1972 war, fanden zahlreiche Wettkämpfe in und um den Makomanai-Park statt, darunter Biathlon, Skilanglauf, Eiskunstlauf, Eishockey und das Langlaufrennen der Nordischen Kombination. Am 1. April desselben Jahres teilte die Regierung die Stadt Sapporo in Bezirke ein; dabei schlug sie das Gebiet der früheren Stadt Toyohira größtenteils dem Bezirk Minami-ku zu, ein kleiner Teil ganz im Osten bildete den Bezirk Toyohira-ku. Nach 15-jähriger Bauzeit wurde 1989 der 117 m hohe Jōzankei-Staudamm fertiggestellt. 2006 stellte die Toyoha-Mine, das letzte Blei- und Zinnbergwerk in Sapporo, die Förderung ein. Im selben Jahr nahm die Städtische Universität Sapporo den Lehrbetrieb auf.

## Verkehr

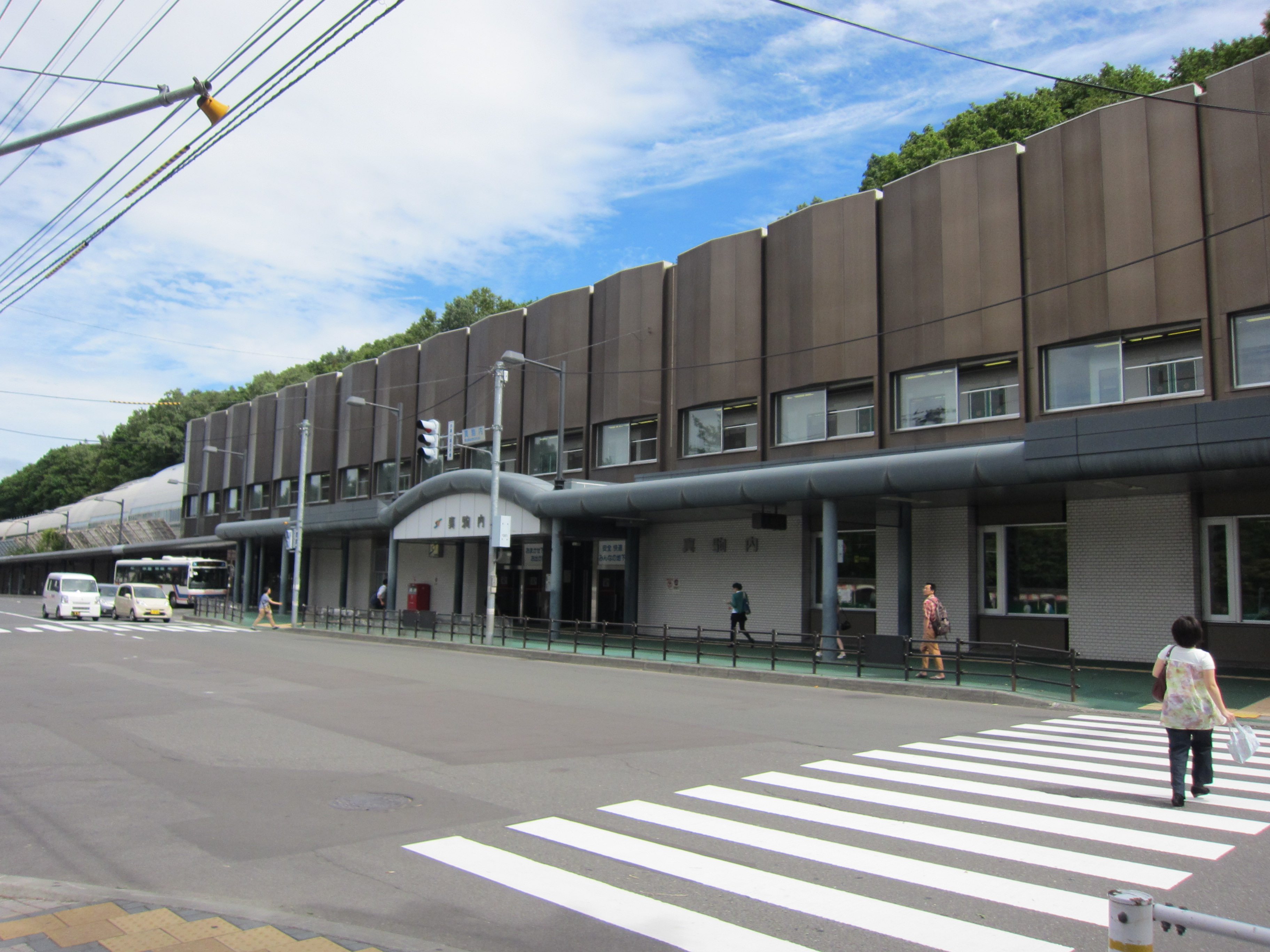
U-Bahnhof Makomanai

Hauptverkehrsachse von Minami-ku ist die Nationalstraße 230, die durch das Toyohira-Tal und über den Nakayama-Pass nach Westen führt. Südwärts in Richtung Shikotsu-See verläuft die Nationalstraße 453.
Der nordöstliche Teil von Minami-ku wird durch die Namboku-Linie der U-Bahn Sapporo erschlossen, mit den Bahnhöfen Sumikawa, Jieitai-mae und Makomanai an der Namboku-Linie. Hinzu kommen mehrere Buslinien privater Unternehmen. Auf den 531 m hohen Aussichtsberg Moiwa-yama führen eine Luftseilbahn und eine Standseilbahn.

## Sehenswürdigkeiten

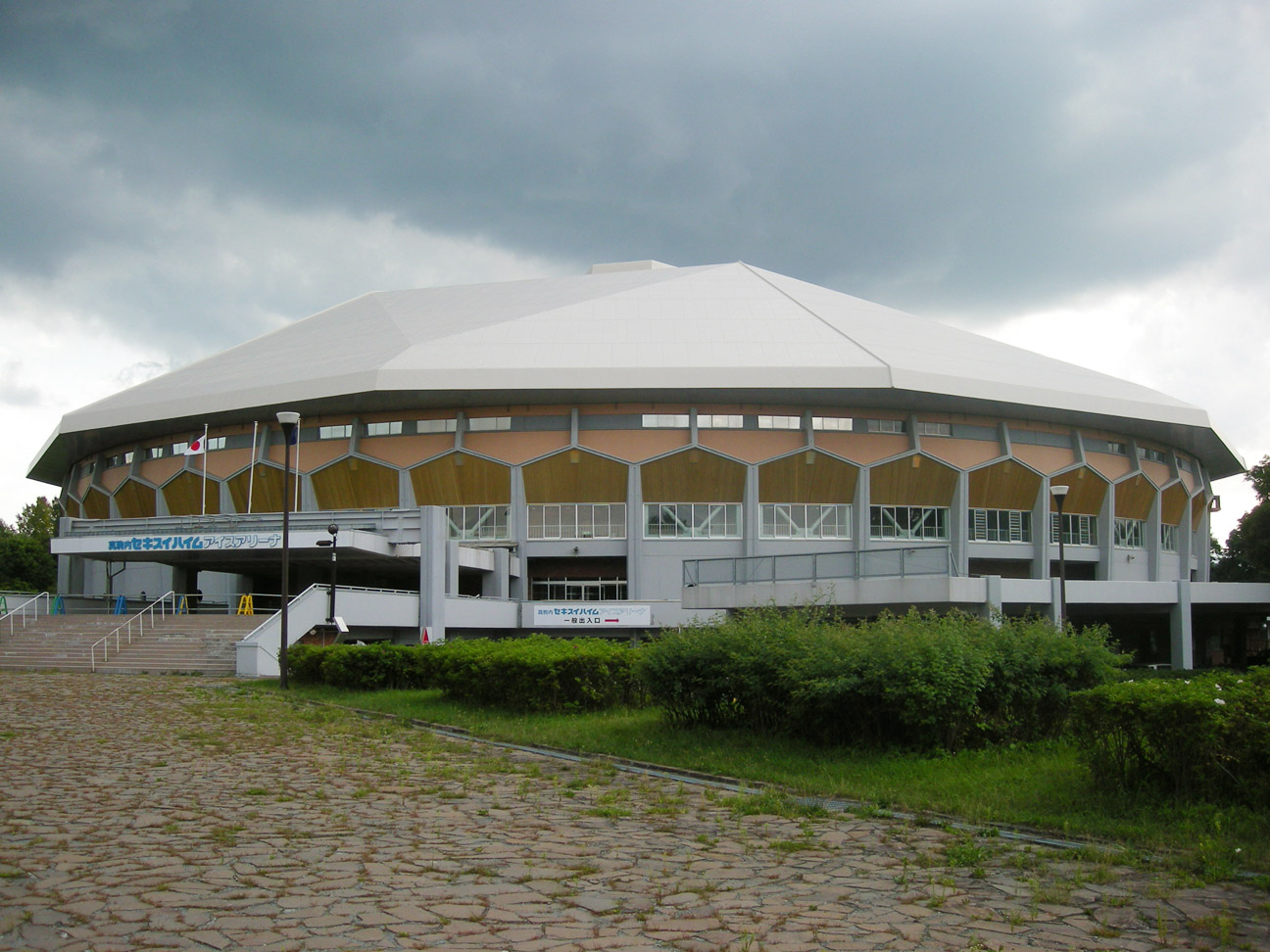
Makomanai-Hallenstadion

- Makomanai-Park mit Makomanai-Hallenstadion, Makomanai-Stadion und Lachsmuseum
- Ainu-Kulturförderungszentrum
- Edwin Dun Memorial Museum
- Jōzankei-Onsen
- Sapporo Art Park Center
- Städtisches Verkehrsmuseum Sapporo
- Wintersportgebiete Moiwa-yama, Takino Snow World, Fu’s Snow Area und Sapporo Kokusai Ski Resort

## Bildung
- Städtische Universität Sapporo
- Tōkai-Universität (Campus Sapporo)

## Staatliche Einrichtungen
Die Militärbasis im Stadtteil Makomanai, die ursprünglich von den amerikanischen Besatzungstruppen errichtet wurde, ist das Hauptquartier der 11. Infanteriebrigade und gleichzeitig der Nordarmee der Selbstverteidigungsstreitkräfte (JSDF). Bis 2005 war sie einer der Austragungsorte des Sapporo-Schneefestivals. In Makomanai befindet sich auch die Polizeischule der Präfekturpolizei von Hokkaidō.